# Beciu
Beciu è un comune della Romania di 1 868 abitanti, ubicato nel distretto di Teleorman, nella regione storica della Muntenia.
Il comune è formato dall'unione di 3 villaggi: Bârseștii de Jos, Beciu, Smârdan.
Beciu è divenuto comune autonomo nel 2004, staccandosi dal comune di Plopii-Slăvitești.